# Wiener SC
Wiener SC, grundad 1883, är en fotbollsklubb i Wien i Österrike. Klubben spelar i österrikiska tredjedivisionen.

## Kända spelare
- Lothar Ulsass